# Surrey Heath
Surrey Heath (83 400 habitants) est un district du Surrey, dans le Sud-Est de l'Angleterre.
Surrey Heath est un district administratif avec statut de borough du sud de l'Angleterre, dans le Surrey. Son nom vient du mot anglais heath qui signifie lande, la ville se situant dans une zone comprenant de nombreuses landes.

## Histoire
Le district a été formé en 1974 par la fusion du district urbain de Frimley et Camberley et du district rural de Bagshot.

## Jumelage
- Sucy-en-Brie (France) depuis 1969
- Bietigheim-Bissingen (Allemagne) depuis 1971

## Sources
- (en) Cet article est partiellement ou en totalité issu de l’article de Wikipédia en anglais intitulé « Surrey Heath » (voir la liste des auteurs).